# 滑鐵盧及城市線
滑鐵盧及城市線（英語：Waterloo & City Line），俗稱「排水渠」（The Drain），是英國倫敦地鐵最短的路線，全長2.37公里，於1898年7月11日正式通車，在路線圖上以綠松石色表示。這條地鐵線橫渡泰晤士河，連接滑鐵盧站和銀行站，沒有中途站，全程需時4分鐘。本線现在仅在工作日运行，在周末和银行假日停駛。
滑鐵盧及城市線原為通勤鐵路，是繼城市及南倫敦鐵路（現為北線的一部分）之後，倫敦第二條電氣化地下鐵路線，建設原意是方便乘客來往滑鐵盧車站和倫敦市。本線曾在1943年開設週日班次，至1947年取消。本線剛通車時由倫敦與西南鐵路（後併入南部鐵路公司）經營、管理，之後在1948年國有化，交由英國鐵路經營，直至1992年英國國鐵私有化後，才併入倫敦地鐵網絡。

## 歷史
滑鐵盧車站在1848年通車，是倫敦及西南鐵路的終點站，乘客可在此轉乘列車，前往英格蘭其他城鎮，不過該站和倫敦市中央商業區之間的交通並不方便。本來倫敦及西南鐵路打算建設一條東延線，連接滑鐵盧車站和倫敦橋附近一帶，然而這時鐵路公司建設鐵路的熱情已經減退，在沿線地區進行建設的成本也不便宜，計劃最終胎死腹中。後來東南鐵路興建「倫敦橋至查令十字鐵路」（今屬東南主線），同時建設了一條支線，連接滑鐵盧站，但由於倫敦及西南鐵路和東南鐵路之間互相角力，因此這條鐵路既無法盈利，也起不了甚麼作用。最終東南鐵路需要在滑鐵盧站附近興建滑鐵盧東站，解決上述僵局，卻不容許倫敦及西南鐵路的乘客直接在此站轉乘。
在此之後，滑鐵盧和倫敦市中央商業區之間的交通問題仍然存在，曾有投資者計劃在滑鐵盧和倫敦市之間興建鐵路，但因為成本問題而不了了之。最終英國國會在一片爭議聲中，於1893年通過一道法案，批准建設一條電氣化地下鐵路，連接倫敦及西南鐵路的滑鐵盧站和倫敦市長官邸一帶，這樣既能夠避免絕大部分徵地工作，也能夠減低成本。這條鐵路名為滑鐵盧及城市鐵路，設計者是為倫敦及西南鐵路公司服務的土木工程師W·R·加爾布雷斯，以及鑽挖式隧道的改良者詹姆斯·亨利·格雷哈特，使用隧道掘進機建設，其紅色外殼現存於銀行站內連接本線、北線和碼頭區輕便鐵路月台的轉乘通道。本線於1898年7月11日正式通車，起初由倫敦及西南鐵路公司（於1923年併入南部鐵路公司）經營，之後在1948年國有化，成為英國鐵路南區的一部分，最終在1993年英國鐵路私有化後，於1994年4月1日併入倫敦地鐵網絡。
自2020年3月起，本线因COVID-19疫情暂停运营了约15个月，之后于2021年6月恢复运营，但取消了周六服务并仅在工作日运营。伦敦交通局表示，由于该线周六客流量远低于工作日客流量，故没有重开周六服务的打算。
該線和國鐵網絡的票務系統已完全整合，乘客可購買由滑鐵盧車站至銀行站的直通車票。

## 車站列表
全線都位於大倫敦市內，兩站均位於倫敦軌道運輸第1收費區。
| 中文站名 | 英文站名 | 轉乘路線 | 所在地   |
| -------- | -------- | --- | -------- |
| 銀行     |          | 中央線、 環線、 區域線、 北線、 碼頭區輕便鐵路 （銀行、紀念碑站站外轉乘： 芬卓奇街車站 ） （銀行站站外轉乘： 利物浦街車站 李河谷線、；坎農街站 ） | 倫敦市   |
| 滑鐵盧   |          | 貝克盧線、 銀禧線、 北線、 英國國鐵 （站外轉乘：滑鐵盧東站 ）                                                                                     | 蘭貝斯區 |

## 備註
1. ↑  紀念牌匾的說明：此外殼離地18米，於1898年廢棄，至1987年由埃德蒙·納托爾公司在興建碼頭區輕便鐵路城市延伸段時出土[4]。